# Vulcan (Hunedoara)
Vulcan (deutsch Wolkersdorf, ungarisch Zsilyvajdevulkán) ist eine Stadt im rumänischen Kreis Hunedoara.
Der Ort ist auch unter der rumänisch veralteten Bezeichnungen Jiu-Vaidei-Vulcan und Crivadia Vulcanului und unter den ungarischen Vulkán, Volkány und der eingedeutschten Bezeichnung Wulkan bekannt.

## Geographische Lage
Die Stadt liegt etwa auf halbem Weg zwischen Lupeni (Schylwolfsbach) und Petroșani (Petroschen). An der Nationalstraße Drum național 66A und am Fluss Jiul de Vest, befindet sich Vulcan etwa 100 Kilometer südlich von der Kreishauptstadt Deva (Diemrich) entfernt. Der Vulcan-Pass verbindet das obere Schiltal mit der Kleinen Walachei.

## Geschichte
Seit 1462 ist auf dem Territorium von Wolkersdorf eine Siedlung dokumentiert. Im Jahr 1954 wurde Vulcan zur Stadt, 2003 schließlich zum Munizipium erklärt.

## Ethnische Zusammensetzung
Wolkersdorf, in dem seit dem 19. Jahrhundert Bergbau betrieben wird, wurde von Bergleuten unterschiedlichster Ethnien besiedelt. Dies ist zum Teil bis heute der Fall.
| Volksgruppe | Prozentualer Anteil (2002) |
| ----------- | -------------------------- |
| Rumänen     | 91,30 %                    |
| Magyaren    | 7,5 %                      |
| Roma        | 0,63 %                     |
| Deutsche    | 0,36 %                     |

## Legende über die Entdeckung der Kohle
Die Kohlevorkommen in der Region wurden angeblich 1788 entdeckt, als der österreichische General Landau Wolkersdorf vor osmanischen Angreifern verteidigte. Eines Nachts, als die Soldaten das Lagerfeuer nicht löschen konnten, schütteten sie darunterliegende „Erde“ auf das Feuer, und die Kohle fing Feuer. Landau merkte, dass er die Türken ohne Kampf stoppen konnte, indem er Kohle auf das Feuer häufte. Die Osmanen bemerkten die vielen Feuerstellen auf den Höhen. Sie dachten, dass die österreichische Armee viel größer sei als ihre und zogen sich zurück.

## Persönlichkeiten
- Ștefan Onisie (1925–1984), Fußballspieler und -trainer
- Sándor Palotay (1926–1979), adventistischer Theologe, Prediger, Publizist, Vereinsmanager und Friedensaktivist